# Gudrun Schmidt
Pour les articles homonymes, voir Schmidt.
Gudrun Schmidt (née en 1939 à Dresde ; parfois nommée Gudrun Schmidt-Ahrends ou Gudrun Schmidt-Ahrens) est une actrice allemande.

## Biographie
Gudrun Schmidt a reçu sa formation d'actrice auprès de Hilde Körber à Berlin. Elle obtient un premier engagement en 1955 au théâtre (de) de Luneburg. Au cours de la saison 1957/1958, elle est engagée au théâtre de Karlsruhe et à partir de 1961, au Komödie im Marquardt de Stuttgart.
Elle a également joué au cinéma et à la télévision. Elle fait ses débuts en 1956 dans le long métrage Der Richter von Zalamea (de), qui a été produit en 1955 par le studio Deutsche Film AG. Elle apparaît la même année dans … wie einst Lili Marleen de Paul Verhoeven avec Adrian Hoven, Marianne Hold et Lucie Englisch, puis en 1960 dans Conny und Peter machen Musik (de) de Werner Jacobs avec Cornelia Froboess, Peter Kraus et Gustav Knuth, et en 1964 dans Das Ungeheuer von London-City réalisé par Edwin Zbonek, adaptation du roman de Bryan Edgar Wallace. Elle y joue aux côtés de Hansjörg Felmy, Marianne Koch et Dietmar Schönherr. A la télévision, elle apparaît dans la série Gesucht wird Mörder X et dans l'épisode Der Fahrplan de la série Das Kriminalmuseum.
Après 1969, on perd la trace de ses activités.

## Filmographie (sélection)
- 1956 : Der Richter von Zalamea (de) de Martin Hellberg : Isabell
- 1956 : … wie einst Lili Marleen de Paul Verhoeven : sœur Lene
- 1959 : Gesucht wird Mörder X (série télévisée)
- 1959 : Die unvollkommene Ehe de Robert A. Stemmle : Yelli Ball, actrice
- 1960 : Poupées d'amour (Endstation Rote Laterne) de Rudolf Jugert : Nana Noel[4]
- 1960 : Sérénade à deux (Conny und Peter machen Musik) de Werner Jacobs : Ingrid Sandberg[4]
- 1960 : Division Brandebourg (de) de Harald Philipp : Nina
- 1961 : Nur der Wind de Fritz Umgelter : Dinah
- 1961 : Unter Ausschluß der Öffentlichkeit de Harald Philipp : Micheline, un mannequin
- 1963 : Die lustige Witwe, téléfilm de Paul Martin : Olga[4]
- 1964 : Glück und Glas (téléfilm)
- 1964 : Das Ungeheuer von London-City d’Edwin Zbonek : Evelyn Nichols
- 1964 : Der Weiberheld (téléfilm)
- 1964 : Das Kriminalmuseum (série télévisée) épisode Der Fahrplan
- 1965 : Leider lauter Lügen (série télévisée)
- 1965 : Gewagtes Spiel (série télévisée) épisode Das Geheimnis von Scherferloh
- 1966 : Das Millionending (série télévisée) 2 épisodes
- 1969 : Contronatura d’Antonio Margheriti : Diana
- 1969 : Josefine, das liebestolle Kätzchen (de) de Géza von Cziffra : cousine Mélanie